# Whine Up (canción)
«Whine Up» es una canción del exponente estadounidense de reguetón Nicky Jam en colaboración del puertorriqueño Anuel AA. Fue publicado el 29 de octubre de 2019 bajo el sello La Industria Inc y distribuido por Sony Music Latin como el cuarto sencillo del álbum del cantante titulado Íntimo.

## Recepción comercial
Además de posicionarse en listas importantes de Billboard, la canción logró alcanzar más de 200 millones de reproducciones en Spotify.

## Vídeo musical
Contó con un video musical, el cual fue grabado en Miami y dirigido por Mike Ho. Los dos intérpretes aparecen en él rodeados de multitud de personas que hacen gala de su talento para el baile. El video musical alcanzó más de 3 millones de reproducciones en solo 24 horas.

## Posicionamiento
| Lista (2019)                            | Mejor posición |
| --------------------------------------- | -------------- |
| Argentina (Billboard Argentina Hot 100) | 18             |
| México (Mexico Pop Español Airplay)     | 17             |
| Estados Unidos (Hot Latin Songs)        | 17             |
| Estados Unidos (Latin Pop Airplay)      | 17             |
| Estados Unidos (Latin Rhythm Airplay)   | 20             |
| Estados Unidos (Latin Streaming Songs)  | 22             |

## Certificaciones
| País   | Organismo certificador | Certificación | Ventas certificadas | Ref    |
| ------ | ---------------------- | ------------- | ------------------- | ------ |
| México | AMPROFON               | Platino + Oro | 90.000              | [ 12 ] |